# 唐代墓志汇编
《唐代墓志汇编》是一部专门研究古代唐代墓志铭的最初研究，共收錄3607個唐代墓志銘，由唐史专家周绍良撰写。 1992年由上海古籍出版社出版。另有2001年周绍良與趙超共同主編的《唐代墓志汇编续集》，同樣由上海古籍出版社出版。